# María Gracián y Dantisco
María Gracián y Dantisco (Madrid, ca. 1563 - Consuegra, 7 de maig de 1611), de nom religiós María de San José, va ser una religiosa carmelita descalça, una de les fundadores i priora del convent de Consuegra.
Va néixer a Madrid vers 1563, filla de Diego Gracián de Alderete, secretari del rei Felip II de Castella, i de Juana Dantisco. Va tenir nombrosos germans, entre els quals destaquen de Jerónimo, Lorenzo i Juliana Gracián.
Cap a 1579 va prendre l'hàbit de les carmelites descalces a Valladolid.Hom afirma que quan Santa Teresa de Jesús va saber de la seva entrada a l'orde, se n'alegrà de manera notable. Immediatament va ser destinada a Madrid, des d'on va donar suport al seu germà Jerónimo en l'assumpte de la reforma dels carmelites descalços. El 1597 va ser una de les fundadores el convent de Consuegra, on va ser nomenada sotspriora. Més endavant, per mèrits fou elegida priora dues vegades consecutives, i sembla que no abandonà el càrrec fins a la seva mort, perquè les altres monges la tenien en alta estima.
Va morir el 7 de maig de 1611 a causa d'una malaltia, als 48 anys.